# Episolder finitimus
Episolder finitimus là một loài nhện trong họ Linyphiidae. Chúng được Andrei V. Tanasevitch miêu tả năm 1996, và chỉ được tìm thấy ở Nga.